# A romok fővárosa

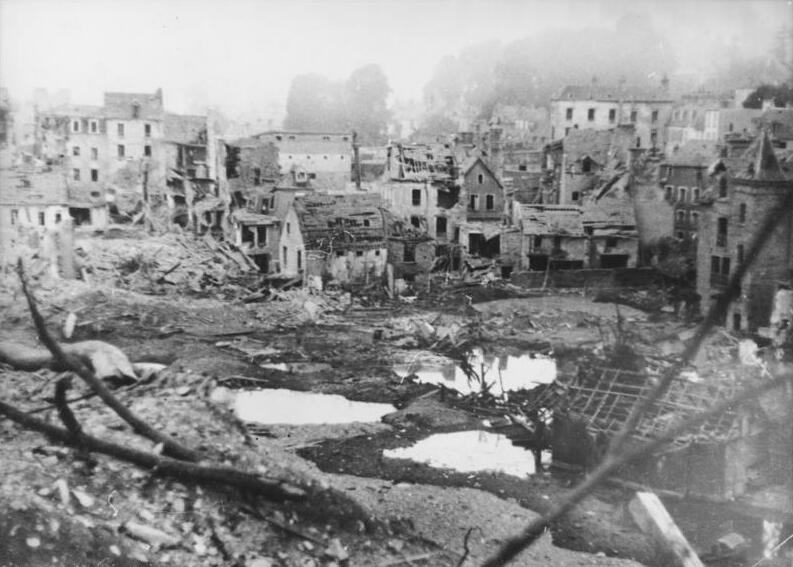
Saint-Lô 1944 nyarán

A romok fővárosa (angolul: The Capital of the Ruins) egy rövid rádióbeszéd, melyet Samuel Beckett 1946-ban írt.
Az ír Vöröskereszt Saint-Lô-i kórházról szól és az ír rádiónak készült az írek általános tájékoztatása céljából. A cím egy fényképeket tartalmazó kiadványból származik a lebombázott városról "Saint-Lô, A romok fővárosa, 1944. június 5 és 7." címmel.
A szöveget 1946. június 10-én datálta és írta alá Beckett, de arról még zajlik a vita a kutatók között, hogy vajon a beszédet végül sugározták-e vagy sem. A szöveget a Radio Telefís Éireann archívumában fedezték fel és először Eoin O'Brien közölte The Beckett Country (1986) című kötetében, majd megjelent az As No Other Dare Fail (1986) című és a Beckett összegyűjtött rövid prózai darabjait tartalmazó The Complete Short Prose 1929-1989 (1995) című kötetben is.
A rádióbeszéd magyarul 2002 szeptemberében jelent meg Romhányi Török Gábor fordításában a Vigilia folyóiratban.

## Fordítás
- Ez a szócikk részben vagy egészben  a   The Capital of the Ruins című angol Wikipédia-szócikk ezen változatának fordításán alapul.  Az eredeti cikk szerkesztőit annak laptörténete sorolja fel. Ez a jelzés csupán a megfogalmazás eredetét és a szerzői jogokat jelzi, nem szolgál a cikkben szereplő információk forrásmegjelöléseként.